# Platteville (Wisconsin)
Platteville és una població dels Estats Units a l'estat de Wisconsin. Segons el cens del 2009 tenia 10.468 habitants.

## Demografia
Segons el cens del 2000, Platteville tenia 9.989 habitants, 3.312 habitatges, i 1.692 famílies. La densitat de població era de 918,3 habitants per km².
Dels 3.312 habitatges en un 22,2% hi vivien nens de menys de 18 anys, en un 40% hi vivien parelles casades, en un 8% dones solteres, i en un 48,9% no eren unitats familiars. En el 32,2% dels habitatges hi vivien persones soles el 13% de les quals corresponia a persones de 65 anys o més que vivien soles. El nombre mitjà de persones vivint en cada habitatge era de 2,31 i el nombre mitjà de persones que vivien en cada família era de 2,86.
Per edats la població es repartia de la següent manera: un 14,4% tenia menys de 18 anys, un 41,3% entre 18 i 24, un 17,5% entre 25 i 44, un 14,4% de 45 a 60 i un 12,3% 65 anys o més.
L'edat mediana era de 23 anys. Per cada 100 dones de 18 o més anys hi havia 120,6 homes.
La renda mediana per habitatge era de 35.742$ i la renda mediana per família de 50.583$. Els homes tenien una renda mediana de 31.424$ mentre que les dones 21.896$. La renda per capita de la població era de 15.858$. Aproximadament el 4,6% de les famílies i el 19,4% de la població estaven per davall del llindar de pobresa.

## Poblacions més properes
El següent diagrama mostra les poblacions més properes.

## Fills il·lustres
- Herbert Spencer Gasser (1888 - 1963) metge, Premi Nobel de Medicina o Fisiologia de l'any 1944.